# Sue Glover
Sue Glover (* 1943 Edinburgh) je skotská dramatička. Autorčiným hlavním oborem je především drama, ale píše také divadelní a rozhlasové hry či televizní scénáře. Prvním dílem Sue Glover je komorní hra Chlapec z bubliny (The Bubble Boy, 1980). Důležitým dílem, díky němuž se dostala autorka do širšího povědomí veřejnosti, je celovečerní drama Tulení žena (The Seal Wife, 1980). Do moderní skotské klasiky je zařazována hra s názvem Podruhyně (Bondagers, 1991), která je autorkou označována jako „lyrické zkoumání vztahu Skotů ke Skotsku a k sobě samým“. Dílo je také označováno tematicky i formálně za nejpozoruhodnější drama.[kdo?] V roce 2005 vyšel v češtině celý svazek autorčiných her Tři hry o ženách v překladu Davida Drozda, který obsahuje již zmíněnou hru Podruhyně, dále hru Slaměná židle a Tulení žena. 
V roce 2014 se autorka zúčastnila literárního festivalu Měsíc autorského čtení, který je pořádaný brněnským nakladatelstvím Větrné mlýny. Tato agentura natočila pro Českou televizi cyklus “Skotská čítanka – Don't worry – be Scottish” - díl se Sue Glover režíroval Robert Kirchhoff. Záznam z autorčina čtení je možné zhlédnout zde .

## Díla
- Chlapec z bubliny (1980)
- Tři hry o ženách (Slaměná židle, Tulení žena, Podruhyně)